# Keith Cooke
Keith Hirabayashi Cooke o Keith H. Cooke (Seattle, Washington, 17 de septiembre de 1959) es un artista marcial, actor y doble de riesgo estadounidense.
Cooke posee entrenamiento en Wushu, Tae Kwon Do y Karate. Sus premios incluyen ser nombrado competidor del año por la revista Black Belt en 1985, y cinco títulos de gran campeón en los torneos abiertos y mundiales de Estados Unidos.
Es más conocido por sus roles en las dos primeras películas de Mortal Kombat, pero también interpretó el papel protagónico en la película de 1995 Heatseeker, además de la serie de películas coprotagonizadas por Cynthia Rothrock, China O'Brien. Además aparece en la película de 1997 Beverly Hills Ninja.
Su madre es japonesa y su padre es anglo-estadounidense.
Cooke ahora enseña artes marciales en su escuela, Champions Martial Arts, en Brentwood, California. Vive con su esposa, Suzanne, y su hijo, Jake.

## Filmografía
| Año  | Título                             | Rol            |
| ---- | ---------------------------------- | -------------- |
| 1988 | Picasso Triger                     | Clayton        |
| 1990 | China O´Brien                      | Dakota         |
| 1991 | China O´Brien 2                    | Dakota         |
| 1991 | El Rey de los Kickboxers           | Prang          |
| 1995 | Heatseeker                         | Chance O´Brien |
| 1995 | Mortal Kombat                      | Reptile        |
| 1997 | Beverly Hills Ninja                | Nobu           |
| 1997 | Mortal Kombat: Aniquilación        | Sub-Zero       |
| 1999 | Las Nuevas Aventuras de Robin Hood | Takashi        |
| 1999 | Kickboxing Workout                 | Keith Cooke    |
| 2003 | Lost Time                          | Kermuran       |
| 2003 | Seguridad Nacional                 | Ang            |
| 2007 | Dead Mule Suitcase                 |                |

- Datos: Q2984598